# بو أندرسون
بو أندرسون (بالسويدية: Bo Andersson)‏ (26 أغسطس 1968 نورتليه السويد - ) هو لاعب كرة قدم سويدي يلعب كمهاجم.